# 七剑下天山
《七剑下天山》是香港作家梁羽生在1956年到1957年间发表的武侠小说，全书共30回，记叙的是清朝初年身居天山的3位武林宗师岳鳴珂（晦明禅师）、卓一航、白发魔女的7位徒弟和傅青主等其他侠客在康熙初年吴三桂叛清、平定回疆等历史事件的前后与清廷斗争的故事。
七劍有時指的是七把寶劍，也指七位英雄劍客。
该小说被多次改编为电影和电视剧上映，其故事在改编中有时被彻底改动。

## 主要人物
武林三大宗师晦明禅师、卓一航、白发魔女（练霓裳）是《白发魔女传》中的人物，他们隐居在新疆天山授徒。在《七剑下天山》的正式故事开始前有“天山五剑”之说：
1. 楚昭南：晦明禅师的二弟子，天山派，投靠吴三桂和康熙帝，大内高手
2. 飞红巾：白发魔女的大弟子
3. 杨云骢：晦明禅师的大弟子，天山派，帮助哈萨克人抗击清军
4. 辛龙子：卓一航的大弟子，武当派，哈萨克族，正邪之间的人物
5. 凌未风（梁穆郎）：晦明禅师的三弟子，天山派，《七剑下天山》的主角之一

除了凌未风外，其他人在《塞外奇侠传》中出现。

### 天山七劍
在《七剑下天山》的故事进行中凌未风连同其他侠客进行反叛清廷的活动，和以楚昭南为首的大内高手多次交手，其间一些年轻武侠出现。故事结束时有“天山七剑”加上一个“天山之友”：
1. 凌未风：天山派掌门 武器：「遊龍劍」（從楚昭南處所得）
2. 飞红巾：回疆各族盟主，愛慕杨云骢
3. 桂仲明：卓一航弟子石天成的儿子，桂天瀾的養子，武当派北支的开山祖师 武器：「騰蛟劍」
4. 冒浣莲：冒辟疆和董小宛（小说中董小宛即董鄂妃）的女儿，傅青主的养女，桂仲明的妻子
5. 易兰珠：杨云骢與納蘭明慧所生的女儿，纳兰容若的表妹 武器：「斷玉劍」
6. 张华昭：南明鲁王朱以海手下大将张煌言的儿子，武当派，桂仲明的师弟，易兰珠的丈夫
7. 武琼瑶：大侠武元英的女儿，白发魔女的关门弟子，李自成的侄孙李思永的妻子
8. 刘郁芳：“天山之友”，南明鲁王朱以海手下大将的女儿，天地会首领

小说中的反面人物有杀死顺治帝的康熙帝、楚昭南、多尔衮的弟弟多铎等。
小說描繪了幾個悲情人物，包括三公主、韓志邦、納蘭容若、納蘭明慧、多铎、刘郁芳、凌未风。

## 故事地点
杭州、五台山、云冈石窟、剑阁、昆明、北京、天山、吐鲁番、拉萨